# Ropica crassepuncta
Ropica crassepuncta là một loài bọ cánh cứng trong họ Cerambycidae.